# Fat Possum Records
Fat Possum Records is een Amerikaans muzieklabel in Oxford in Mississippi. Fat Possum begon in 1992 als blueslabel, maar raakte vanaf het einde van de 20e eeuw verschillende artiesten vanwege hun leeftijd kwijt. Vandaag de dag bestaat het merendeel van de artiesten uit jonge rockgroepen.
Het label bood onderdak aan enkele van de belangrijkste eigentijdse bluesartiesten, zoals Junior Kimbrough (1930-1998) en R.L. Burnside (1926-2005) en bracht een aantal van de belangrijkste eigentijdse bluesalbums uit.
Het werd vaak bekritiseerd door bluespuristen, omdat het oude bluesmuzikanten albums liet opnemen met jonge popgroepen of hun bluessongs liet remixen tot elektronische dancenummers.
Artiesten als R.L. Burnside en Junior Kimbrough kunnen Sonic Youth, U2, Iggy Pop en The Rolling Stones tot hun fans rekenen.
All Night Long van Junior Kimbrough kreeg vier sterren in het muziektijdschrift Rolling Stone.

## “Not the Same Old Blues Crap”
Fat Possum Records (of kortweg Fat Possum) is een Amerikaans muzieklabel dat begin jaren negentig werd opgericht door Matthew Johnson, een student aan de University of Mississippi (Oxford, Mississippi) en bij gelegenheid medewerker van het tijdschrift Living Blues, en Peter Lee, een redacteur bij datzelfde tijdschrift.
De twee waren ontevreden over de kwaliteit van de nieuwe bluesalbums. De markt werd overspoeld met gladde blues, terwijl de ruwere versie zoals die gespeeld werd in de landelijke gebieden van Mississippi, in het bijzonder de noordelijke Mississippi Hills, nauwelijks een kans kreeg. De blues die wereldwijd verkocht werd, klonk heel anders dan de rauwe blues die in Mississippi voor en door de plaatselijke bevolking in juke joints gespeeld werd.
Het eerste album werd opgenomen met 400 dollar uit Johnsons studiebeurs.
Peter Lee werd vervangen door Bruce Watson.
Robert Palmer, journalist voor The New York Times en auteur van Deep Blues, een klassieker over blues in Mississippi, was in de beginjaren een belangrijke medewerker. Hij hielp Johnson en Watson artiesten uit te kiezen en zorgde voor de productie van de albums.
De doorbraak kwam in 1996 met het album A Ass Pocket of Whiskey, waarop R.L. Burnside en The Jon Spencer Blues Explosion samenwerkten. Het werd gehekeld door bluespuristen, maar sloeg aan bij een nieuw, jong publiek. Come On In (1998) was de volgende poging om een nieuw publiek voor blues te interesseren. Nummers van Burnside werden geremixt door onder meer Tom Rothrock en Alec Empire (Atari Teenage Riot).
R.L. Burnside en Junior Kimbrough waren de belangrijkste bluesartiesten van Fat Possum.

## “Basically the blues was dying when we started and now it's over”
Verscheidene oude Fat Possum-artiesten zijn overleden. In 1998 overleed Junior Kimbrough. In 2005 overleed R.L. Burnside. Asie Payton, King Ernest en Charles Caldwell overleden zelfs nog voordat hun album verscheen.
In de tweede helft van de jaren 90, na de succesvolle samenwerking tussen Burnside en The John Spencer Blues Explosion, begon Fat Possum ook jonge, blanke groepen te contracteren. In 1997 bracht Fat Possum voor het eerst rockalbums uit (van The Neckbones en 20 Miles). Tegenwoordig bestaat het merendeel van de gecontracteerde artiesten uit jonge, blanke rockgroepen (The Black Keys, Heartless Bastards, Fiery Furnaces).
Het label is ook begonnen oude opnamen uit de jaren 60 opnieuw uit te brengen.

## “We're Trying Our Best”
Fat Possum heeft sinds zijn oprichting bijna voortdurend met juridische en financiële problemen te kampen gehad, zoals slechtverkopende albums en een juridisch gevecht met Capricorn Records. Het eerste album, Bad Luck City (1992), verkocht nauwelijks. Het label werd toen door Capricorn Records geholpen. Twee jaar later kwam het echter tot een breuk. De daaropvolgende rechtszaak kostte Fat Possum veel geld. Van 1996 tot 2004 werd er samengewerkt met Epitaph Records. De stopzetting van die samenwerking kostte het label hun succesartiest Solomon Burke. (Het commercieel succesvolle Don't Give Up on Me (2002) van Solomon Burke won in 2003 de Grammy Award voor het beste hedendaagse bluesalbum en was voor het label een belangrijke bron van inkomsten.)

## Boeken
- Deep Blues. A Musical and Cultural History of the Mississippi Delta (1982), Robert Palmer

## Dvd's
- Deep Blues (1991), Robert Mugge
- You See Me Laughin' (2002), Mandy Stein